# Lydomorphus
Lydomorphus is een geslacht van kevers uit de familie oliekevers (Meloidae).
Het geslacht is voor het eerst wetenschappelijk beschreven in 1882 door Fairmaire in Révoil.

## Soorten
Het geslacht omvat de volgende soorten:
- Lydomorphus amethystinus Kaszab, 1953
- Lydomorphus angusticollis (Haag-Rutenberg, 1880)
- Lydomorphus arnoldii (Kaszab, 1963)
- Lydomorphus beccarii (Haag-Rutenberg, 1880)
- Lydomorphus bifoveiceps (Fairmaire, 1897)
- Lydomorphus braeti (Fairmaire, 1894)
- Lydomorphus brittoni (Kaszab, 1953)
- Lydomorphus buettikeri (Kaszab, 1983)
- Lydomorphus cerocomoides (Kaszab, 1955)
- Lydomorphus chanzii (Fairmaire, 1878)
- Lydomorphus cinnamomeus Fairmaire, 1882
- Lydomorphus coeruleonotatus Pic, 1914
- Lydomorphus diaphoroceromorphus Pic, 1914
- Lydomorphus djibouti Kaszab, 1978
- Lydomorphus dusaulti (Dufour, 1821)
- Lydomorphus femoralis (Kocher, 1955)
- Lydomorphus fryi (Borchmann, 1942)
- Lydomorphus grossepunctatus (Kaszab, 1955)
- Lydomorphus ikuthanus (Kaszab, 1955)
- Lydomorphus janczyki (Kaszab, 1959)
- Lydomorphus kochi Kaszab, 1978
- Lydomorphus kurdistanicus (Pic, 1912)
- Lydomorphus lacustris (Kaszab, 1981)
- Lydomorphus leucophthalmus (Fairmaire, 1893)
- Lydomorphus masaicus (Kaszab, 1960)
- Lydomorphus nagarjunkondaensis (Saha, 1979)
- Lydomorphus palaestinus (Kirsch, 1871)
- Lydomorphus pauliani (Kaszab, 1965)
- Lydomorphus picticollis (Haag-Rutenberg, 1880)
- Lydomorphus prasina (Kaszab, 1953)
- Lydomorphus prasinoides Kaszab, 1978
- Lydomorphus purpureicolor Pic, 1914
- Lydomorphus reymondi (Selander, 1988)
- Lydomorphus saharanus (Kaszab, 1961)
- Lydomorphus semitestaceus (Fairmaire, 1896)
- Lydomorphus spinicornis Pic, 1911
- Lydomorphus szalaymarzsoi (Kaszab, 1978)
- Lydomorphus telekyi Fairmaire, 1891
- Lydomorphus tenuicollis (Pallas, 1798)
- Lydomorphus testaceipes Fairmaire, 1882
- Lydomorphus verrucicollis (Karsch, 1881)
- Lydomorphus zavattarii (Kaszab, 1953)